# Szwajcaria na Letnich Igrzyskach Olimpijskich 2000
Szwajcarię na Letnich Igrzyskach Olimpijskich 2000 reprezentowało 105 zawodników, 66 mężczyzn i 39 kobiet.

## Zdobyte medale
| Medal  | Zawodnik                                                             | Dyscyplina  | Konkurencja                  |
| ------ | -------------------------------------------------------------------- | ----------- | ---------------------------- |
| Złoto  | Brigitte McMahon                                                     | Triathlon   | Indywidualnie                |
| Srebro | Barbara Blatter                                                      | Kolarstwo   | Cross-country                |
| Srebro | Markus Fuchs, Beat Mändli, Lesley McNaught, Willi Melliger           | Jeździectwo | Skoki drużynowo              |
| Srebro | Gianna Hablützel-Bürki                                               | Szermierka  | Szpada indywidualnie         |
| Srebro | Gianna Hablützel-Bürki, Sophie Lamon, Diana Romagnoli, Tabea Steffen | Szermierka  | Szpada drużynowo             |
| Srebro | Xeno Müller                                                          | Wioślarstwo | Jedynki                      |
| Srebro | Michel Ansermet                                                      | Strzelectwo | Pistolet szybkostrzelny 25 m |
| Brąz   | Magali Messmer                                                       | Triathlon   | Indywidualnie                |
| Brąz   | Christoph Sauser                                                     | Kolarstwo   | Cross-country                |